# EPOS Game Studios
EPOS Game Studios es un desarrollador independiente de videojuegos fundado por los fundadores de Swedish Digital Illusions, Staffan Langin y Olof Gustafsson, en el año 2005. La empresa no debe confundirse con el clásico desarrollador de arcade, Epos.

## Historia
EPOS Game Studios fue fundada en 2005 como desarrollador independiente de videojuegos con el deseo de desarrollarse para múltiples plataformas. Su juego inicial, un tirador en línea llamado Crash Commando para PlayStation 3 y PlayStation Network, fue lanzado el 18 de diciembre de 2008 y recibió un éxito crítico. En 2016, el estudio colaboró con Sony Interactive Entertainment en Hustle Kings VR para la PlayStation 4.